# モアブ (ユタ州)
モアブ（英: Moab）は、アメリカ合衆国ユタ州の都市。グランド郡の郡庁所在地である。人口は5,366人（2020年）。コロラド州境に近く、アーチーズ国立公園やキャニオンランズ国立公園の玄関口となっている。スリックロック・トレイルなど広範なトレイルのネットワークを利用するマウンテンバイク乗りや、毎年開催されるモアブ・ジープ・サファリに訪れるオフロード車愛好者の基地として人気がある。

## 歴史

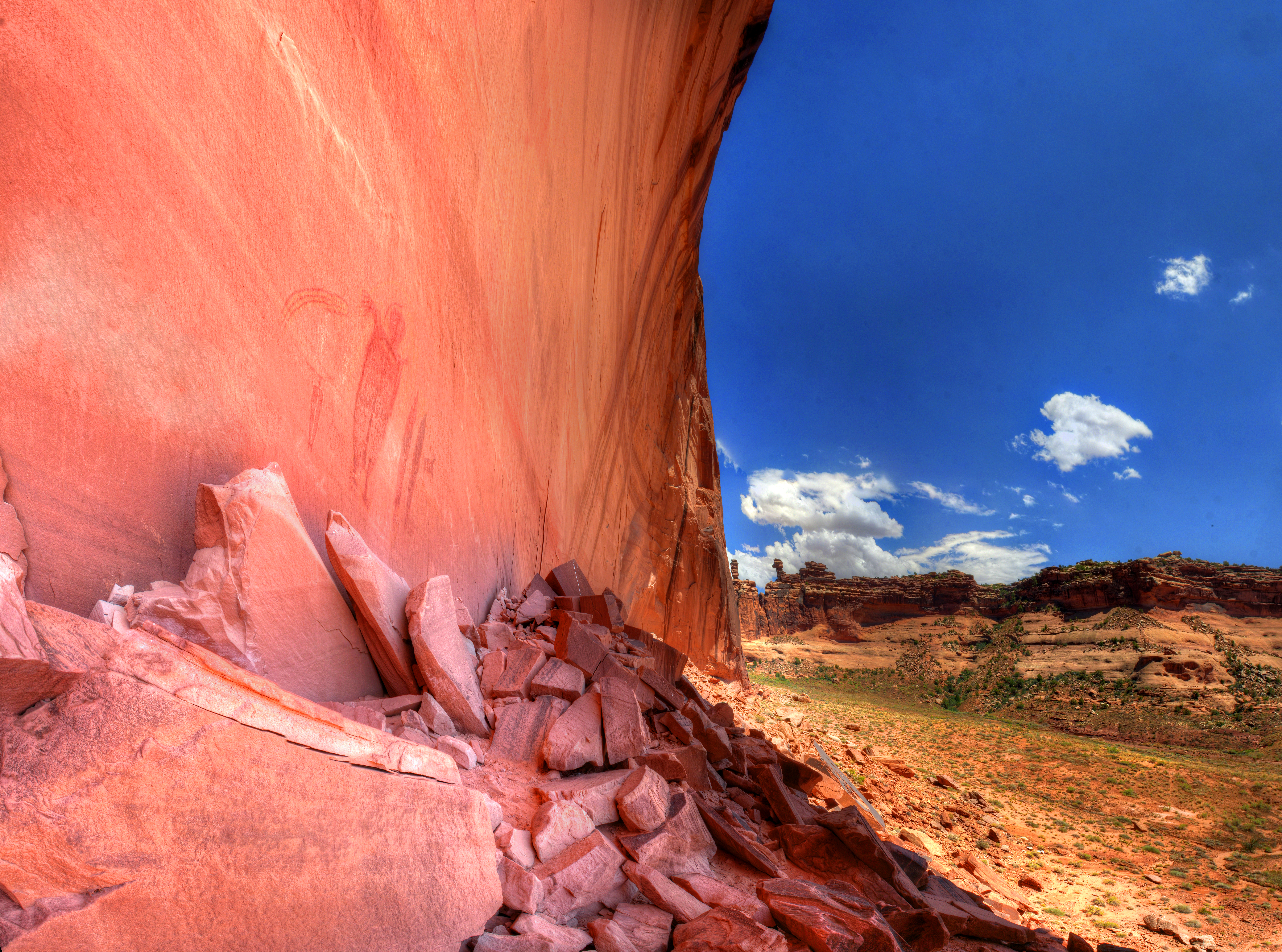
シェイクスピア・キャニオン近くにあるインディアンの岩刻絵

聖書に出てくるモアブという名前はヨルダン川東岸にある地域を指している。歴史家の中には、このユタ州のモアブ市がその名前を使うようになったのは、最初の郵便局長ウィリアム・ピアースが、聖書のモアブもこのユタの地方も共に「遙か遠隔の国」にあると考えたからだと考える者がいる。しかし、この言葉はパイユート族インディアンに起源があり、蚊を意味する「moapa」に起因すると考える者もいる。この地域の初期住人の中には、聖書のモアブの民が近親相姦や偶像崇拝などで品位を落とされている故に、名前を変えようとした者がいた。1890年に行われた請願では59人が署名してビナへの改名を求めた。またウバダリアに改名しようという動きもあったが、どちらも失敗した。
1800年代、現在のモアブ市周辺は古スペイン・トレイルがコロラド川を渡る場所だった。1855年4月、末日聖徒イエス・キリスト教会員が「エルク・マウンテン・ミッション」と呼ばれた川の渡し場に、川を渡る旅人と交易する交易用砦を設けようとした。この任務に40人の会員が呼ばれた。1855年9月23日にピーター・スタッブスの仲間であるジェイムズ・ハットがインディアンに銃で撃たれて殺されたことなど、インディアンの攻撃が繰り返された。その最後の攻撃の後、砦は放棄された。1878年、再度恒久的な開拓地を設ける試みが行われた。モアブは1902年12月20日に法人化された。
1883年、デンバー・アンド・リオグランデ・ウェスタン鉄道本線が、ユタ州東部を通って建設された。この線はモアブを通らず、40マイル (64 km) 北にあるトンプソンスプリングスとシスコを通った。その後、リーズフェリー、ナヴァホブリッジ、ボールダーダムなどコロラド川を渡す他の拠点が建設された。これらの変化で交易の道がモアブを離れ、農夫や商人は通り過ぎる旅人との交易から、遠隔の市場まで商品を送る仕事に適応するしかなくなった。間もなく、コロラド川を渡す数少ない天然の渡し場の1つというモアブの位置付けは忘れられた。それでもアメリカ軍が第二次世界大戦までにモアブの橋を護衛下に置くほど重要なものと見なした。
モアブの経済は当初農業に基づいていたが、次第に鉱業に移っていった。1910年代と1920年代に地域でウランやバナジウムが発見された。カリウムやマンガンが続き、さらに石油や天然ガスが発見された。1950年代、地質学者チャールズ・スティーンが市の南で豊富なウラン鉱脈を発見した後は、いわゆる「世界のウラン首都」となった。この発見は、アメリカ合衆国で核兵器や原子力の時代到来と重なり、モアブの好況時代が始まった。
市の人口はその後の数年間で500%近く成長し、6,000人近くになった。人口の爆発によって、家屋や学校が多く建てられた。チャールズ・スティーンがモアブで新しい家屋や教会を建設するために、多くの金と土地を寄付した。
冷戦の終焉と共に、モアブのウラン・ブームは去り、市の人口は劇的に減少した。1980年代初期までに、多くの家屋が空き家となり、ウラン鉱山の多くが閉鎖された。

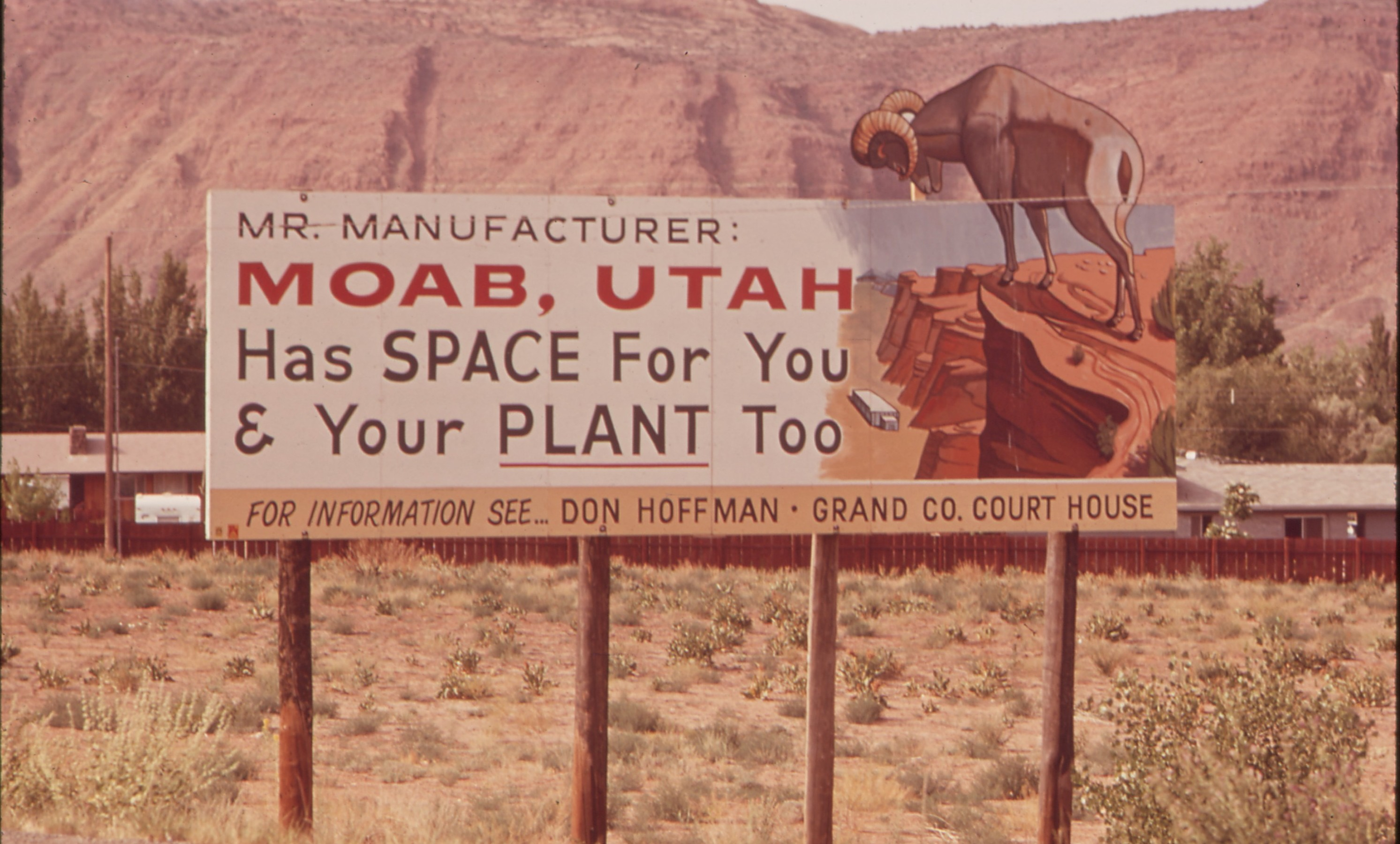
1970年代初期にモアブで製造業を奨励する郡が建てた標識

1949年西部劇映画の監督ジョン・フォードが、映画『幌馬車』をこの地域で撮影するよう説得された。フォードは、モアブの南、メキシカンハット周辺のモニュメント・バレーで、10年前の1939年に映画『駅馬車』を撮影していた。モアブの牧場主ジョージ・ホワイトがフォードを見つけて、モアブを一度見て貰うよう連れてきた。その時からアーチーズ国立公園やキャニオンランズ国立公園を背景に使って多くの映画が撮影された。
1970年代から地元経済では観光業が果たす役割が大きくなってきた。ジョン・フォードの映画や雑誌の記事のお陰もあって、写真家、筏乗り、ハイカー、ロッククライマー、さらに近年ではマウンテンバイク乗りのお気に入り場所となった。四輪駆動車やBASEジャンパー、さらにスラックライン（綱渡り）をスポーツとして行う人々の人気も上がってきた。モアブの南約16マイル (26 km) には、岩壁の中に広さ5,000平方フィート (465 m2)、14室を彫り抜いた「ホールN・ザ・ロック」が造られ、雑誌「ナショナル・ジオグラフィック」が国内で道路際の呼び物10傑の1つに挙げることになった。モアブの人口は、屋外レクリエーションや観光産業に季節的に雇われる者が多く、春と夏に一時的に膨れる。
近年、モアブの地域ではセカンドハウス所有者が増えた。比較的温暖な冬と快適な夏という気候が多くの人々を地域に惹き付けてそのような家を建てさせた。アメリカ合衆国西部にある他のリゾート町の状況を反映して、年間の大半は空室のままであるそれら新しい住人と家について議論が持ち上がっている。隣接するコロラド州のベイルやアスペンで経験されたものと類似する変化が起こることを心配する市民も多い。すなわち、地価の急騰、生活費の拡大、それに伴う低・中収入労働者に与える影響である。
雑誌「サンセット・マガジン」2009年3月号では、モアブを「西部の最良の小さな町20傑」の1つに挙げた。その後も同様な記事が掲載されている.。

## レクリエーション

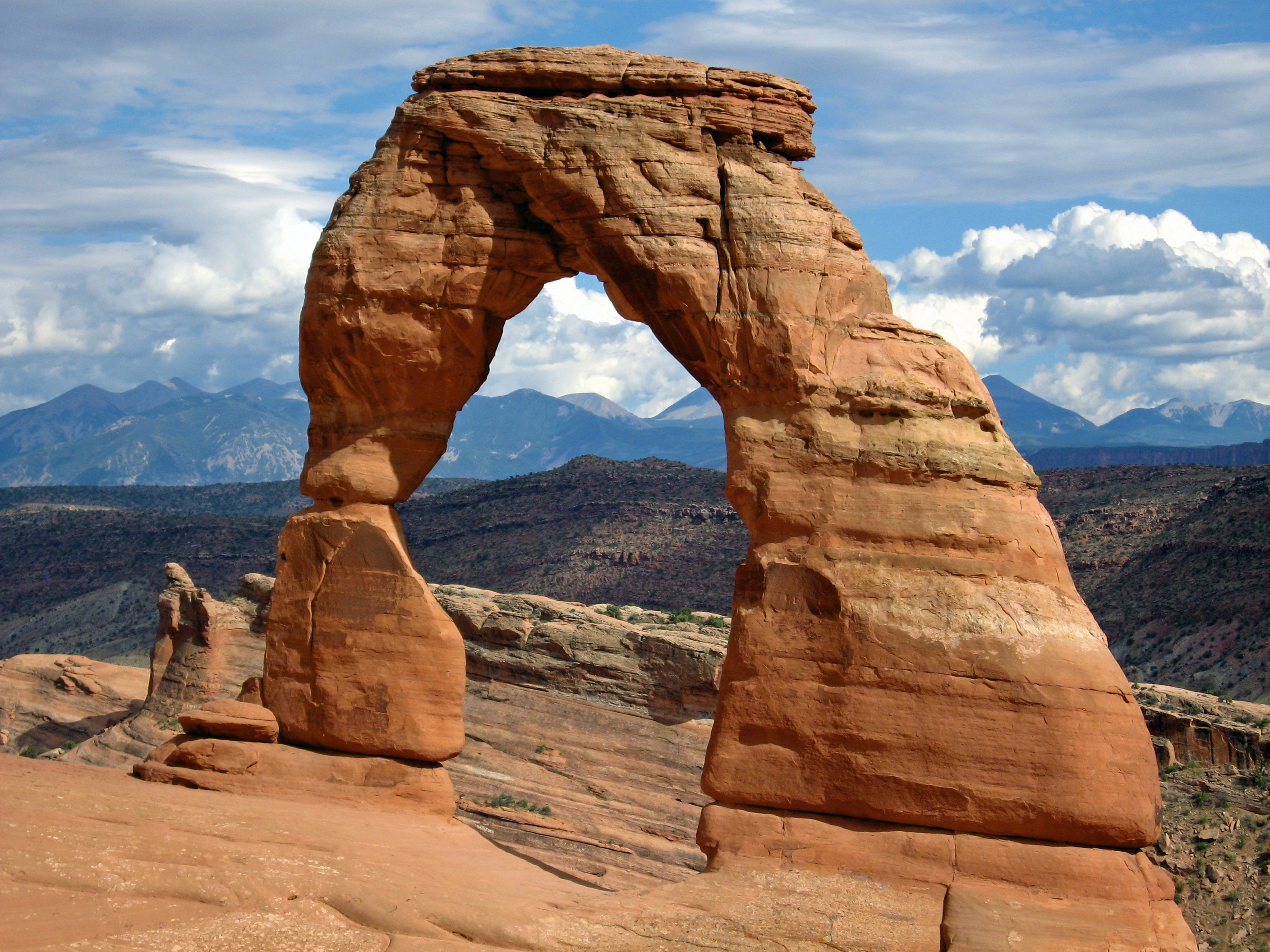
モアブに近いアーチーズ国立公園にあるデリケートアーチ

モアブは壮大な自然の中で、屋外レクリエーションの機会が豊富なことで知られている。次のような活動が行われている。
- 4x4 — キャニオンランズ国立公園のホワイトリム道路を使った複数日のキャンプ旅行、サンドフラッツ・レクリエーション地域での極大 4x4 もある
- コロラド川での急流降りやカヤック乗り。モアブの上流のウェストウォーター・キャニオンと、下流のキャニオンランズ国立公園にあるコントラクト・キャニオンが有名
- グリーン川のカヌー乗り
- マウンテンバイク — 容易にアクセスできる数百マイルのトレイルがある
- ロードレース — 毎年開催されるスキニー・タイヤ・フェスティバル[19]
- ロッククライミング — ロッククライマーの国際的目的地
- BASEジャンプ — モアブに近い多くの地域で合法
- ハイキングとバックパッキング — キャニオンランズ国立公園、アーチーズ国立公園、および土地管理局が管理する数千平方マイル、モアブ周辺の国有林
- スラックライニング/ハイライニング — ハイライニングの世界記録が作られた

## 地理

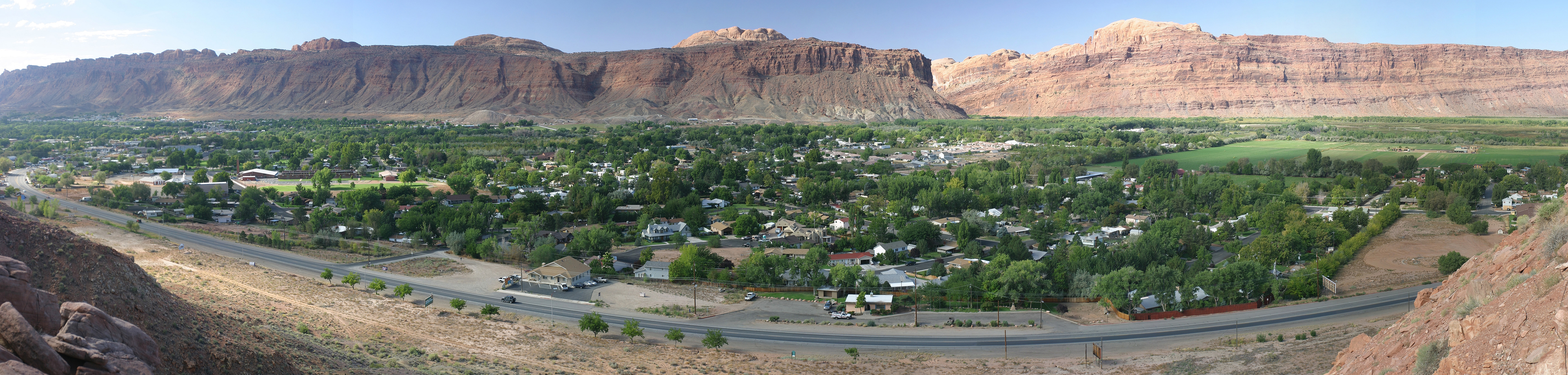
北のキャニオンの壁から見たモアブ市のパノラマ

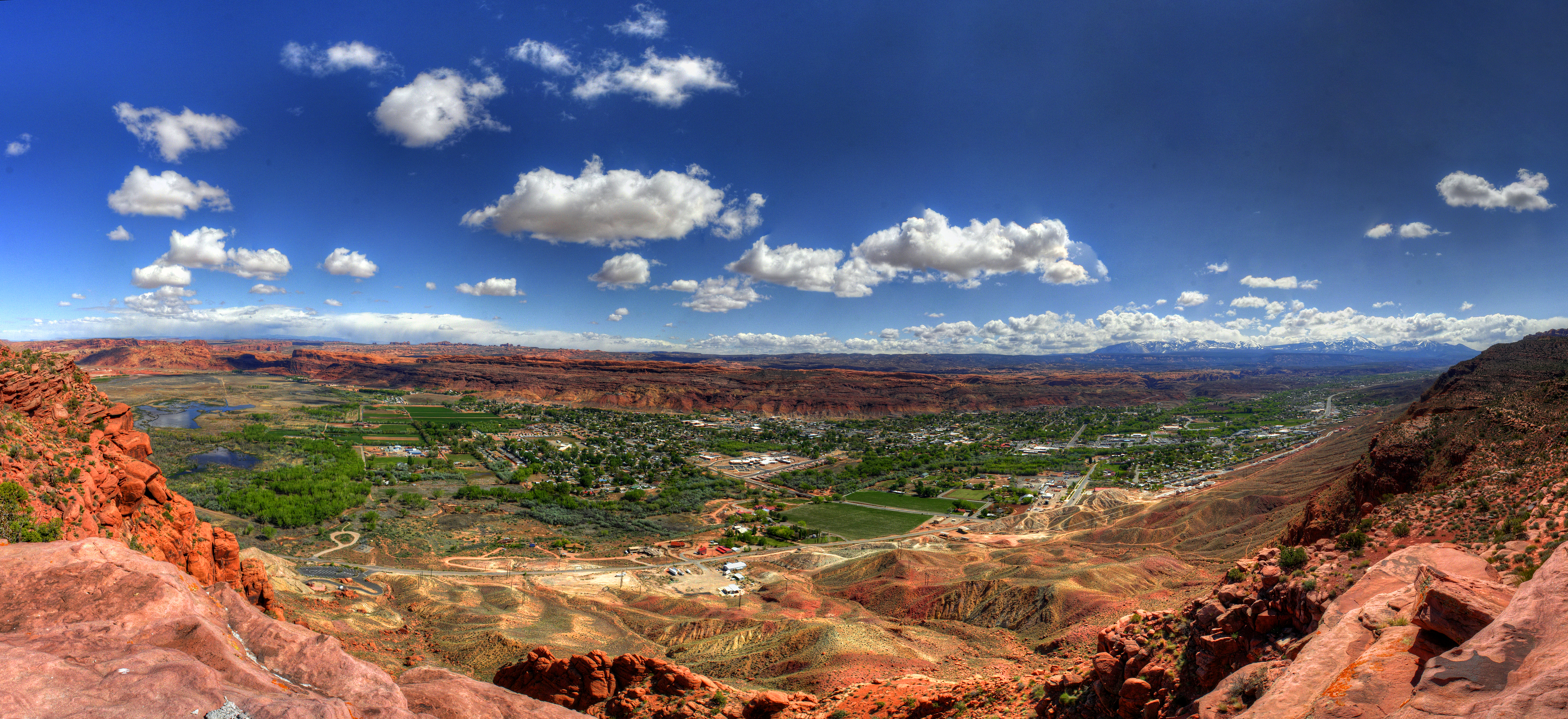
モアブリムから見たモアブ市

モアブ市はコロラド川の南岸、コロラド高原にあり、標高は4,025フィート (1,227 m) である。ユタ州とコロラド州の州境から西に18マイル (29 km) に位置している。

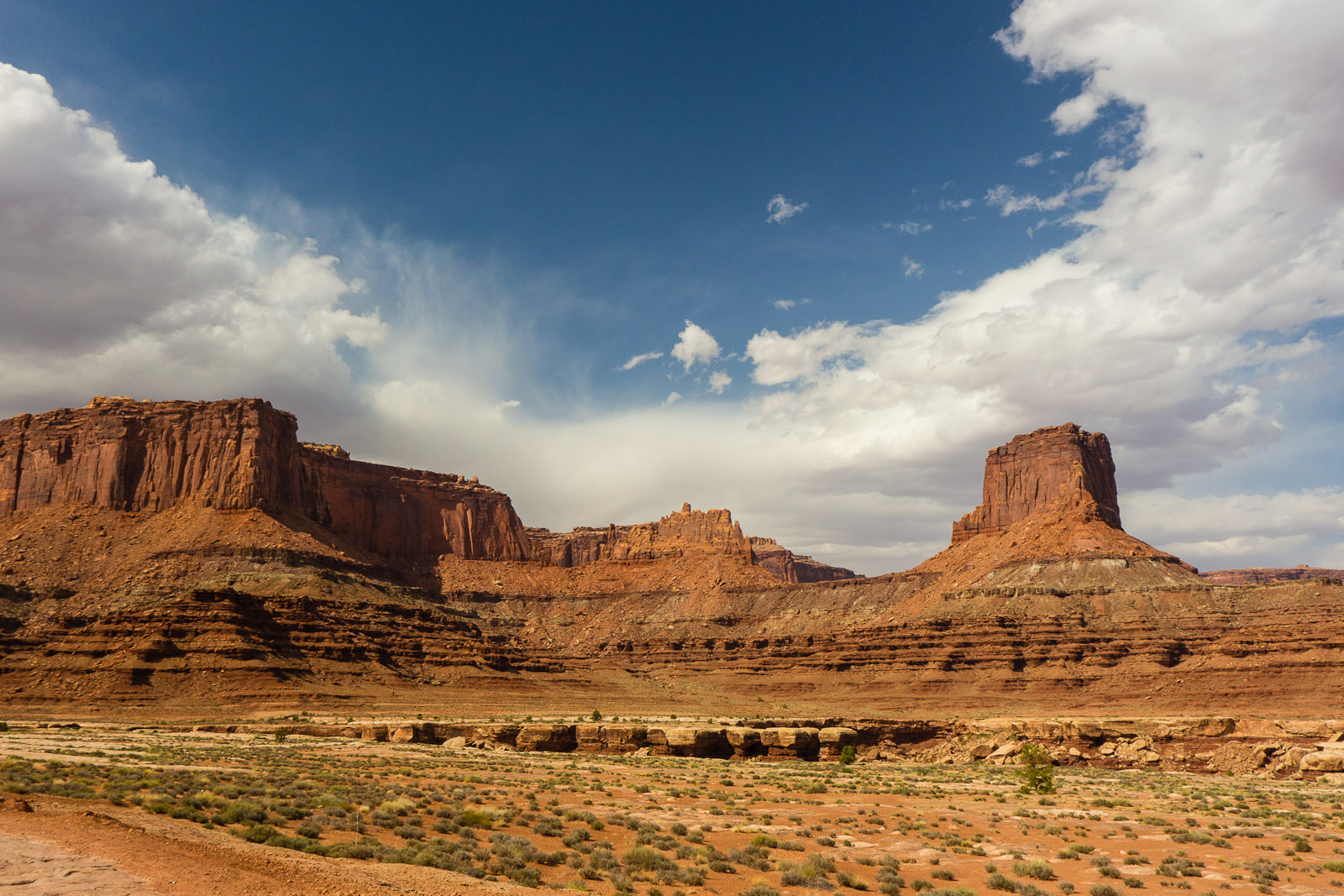
ホワイトリム道路

アメリカ合衆国国勢調査局に拠れば、市域全面積は3.6平方マイル (9.4 km2) であり、全て陸地である。

### 気候
モアブは乾燥気候であり、暑い夏と冷涼な冬が特徴である。降水は年間を通じてあるが、ほとんどの月で1インチ (25 m) 未満である。気温が100°F (38 ℃) に達するのは年間平均41日、90°F (32 ℃) に達するのは109日、冬に氷点下になるのは3.6日ある。過去最高気温は1989年7月7日に記録された114°F (46 ℃) 、過去最低気温は1930年1月22日に記録された-24°F (-31 ℃) だった。
年間平均降水量は9.02インチ (229 mm) である。計測可能な降水日は年間平均55日ある。最も雨量が多かった年は1983年の16.42インチ (417 mm)、少なかった年は1899年の4.32インチ (110 mm) だった。1か月雨量の過去最高は1918年7月の6.63インチ (168 mm)、24時間雨量の最大は1983年7月23日の2.77インチ (70 mm) だった。
1981年から2011年の間で平均降雪量は6.9インチ (18 cm) だった。最も降雪が多かった年は1914年から1915年の74インチ (190 cm) 、月間では1915年12月の46.0インチ (117 cm) だった。
| モアブ（1981年-2010年平均）の気候 | モアブ（1981年-2010年平均）の気候 | モアブ（1981年-2010年平均）の気候 | モアブ（1981年-2010年平均）の気候 | モアブ（1981年-2010年平均）の気候 | モアブ（1981年-2010年平均）の気候 | モアブ（1981年-2010年平均）の気候 | モアブ（1981年-2010年平均）の気候 | モアブ（1981年-2010年平均）の気候 | モアブ（1981年-2010年平均）の気候 | モアブ（1981年-2010年平均）の気候 | モアブ（1981年-2010年平均）の気候 | モアブ（1981年-2010年平均）の気候 | モアブ（1981年-2010年平均）の気候 |
| 月                                | 1月                               | 2月                               | 3月                               | 4月                               | 5月                               | 6月                               | 7月                               | 8月                               | 9月                               | 10月                              | 11月                              | 12月                              | 年                                |
| --------------------------------- | --------------------------------- | --------------------------------- | --------------------------------- | --------------------------------- | --------------------------------- | --------------------------------- | --------------------------------- | --------------------------------- | --------------------------------- | --------------------------------- | --------------------------------- | --------------------------------- | --------------------------------- |
| 最高気温記録 °F （°C）            | 67 (19)                           | 78 (26)                           | 88 (31)                           | 96 (36)                           | 109 (43)                          | 113 (45)                          | 114 (46)                          | 110 (43)                          | 108 (42)                          | 97 (36)                           | 82 (28)                           | 67 (19)                           | 114 (46)                          |
| 平均最高気温 °F （°C）            | 43.3 (6.3)                        | 51.2 (10.7)                       | 63.2 (17.3)                       | 72.4 (22.4)                       | 82.9 (28.3)                       | 93.1 (33.9)                       | 98.9 (37.2)                       | 96.0 (35.6)                       | 87.1 (30.6)                       | 73.2 (22.9)                       | 56.0 (13.3)                       | 44.2 (6.8)                        | 71.8 (22.1)                       |
| 平均最低気温 °F （°C）            | 19.8 (−6.8)                       | 26.1 (−3.3)                       | 34.5 (1.4)                        | 41.9 (5.5)                        | 49.7 (9.8)                        | 57.8 (14.3)                       | 64.5 (18.1)                       | 63.1 (17.3)                       | 53.1 (11.7)                       | 40.7 (4.8)                        | 29.6 (−1.3)                       | 21.3 (−5.9)                       | 41.8 (5.4)                        |
| 最低気温記録 °F （°C）            | −24 (−31)                         | −13 (−25)                         | 8 (−13)                           | 15 (−9)                           | 27 (−3)                           | 36 (2)                            | 43 (6)                            | 40 (4)                            | 28 (−2)                           | 15 (−9)                           | 2 (−17)                           | −19 (−28)                         | −24 (−31)                         |
| 降水量 inch （mm）                | 0.61 (15.5)                       | 0.59 (15)                         | 0.79 (20.1)                       | 0.83 (21.1)                       | 0.73 (18.5)                       | 0.43 (10.9)                       | 0.99 (25.1)                       | 0.97 (24.6)                       | 0.87 (22.1)                       | 1.17 (29.7)                       | 0.74 (18.8)                       | 0.69 (17.5)                       | 9.41 (239)                        |
| 降雪量 inch （cm）                | 2.1 (5.3)                         | 1.0 (2.5)                         | 0.4 (1)                           | 0 (0)                             | 0 (0)                             | 0 (0)                             | 0 (0)                             | 0 (0)                             | 0 (0)                             | 0.1 (0.3)                         | 0.6 (1.5)                         | 2.8 (7.1)                         | 6.9 (17.5)                        |
| 平均降水日数 （≥0.01-inch）       | 5.0                               | 5.6                               | 6.0                               | 5.8                               | 4.8                               | 2.9                               | 4.8                               | 6.4                               | 5.7                               | 5.6                               | 4.7                               | 5.1                               | 62.4                              |
| 平均降雪日数 （≥0.1-inch）        | 1.2                               | 0.7                               | 0.2                               | 0                                 | 0                                 | 0                                 | 0                                 | 0                                 | 0                                 | 0                                 | 0.3                               | 1.5                               | 3.9                               |
| 出典：NOAA                        |                                   |                                   |                                   |                                   |                                   |                                   |                                   |                                   |                                   |                                   |                                   |                                   |                                   |

## 交通
1883年にデンバー・アンド・リオグランデ・ウェスタン鉄道が建設される以前、モアブはコロラド川を渡る戦略的な位置にあった。1911年に恒久的な橋が架けられ、有料の渡し船が運航を止めた。この橋は1955年の新橋で置き換えられ、さらに2010年にも新橋が架けられた。1955年の橋はその後に解体された。この橋を使う道路は何度も番号が変えられ、現在はアメリカ国道191号線となっている。
1962年には、ケイン・クリーク・カリウム鉱山のために鉄道の支線（現在はユニオン・パシフィック鉄道のケイン・クリーク小区分）が建設され、貨物列車が通るようになった。旅客鉄道は通っていないが、過去には列車「カリフォルニア・ゼファー」が、トンプソンスプリング、グリーンリバー、あるいはコロラド州グランドジャンクションで停車して、モアブに行けることを宣伝してきた。
モアブにはバスの定期便が走っていないが、ソルトレイクシティあるいはグランドジャンクションへのチャーターバスやシャトルバスが利用できる。
航空便はキャニオンランズ・フィールドから、コロラド州デンバーまで1日3便直行便が飛んでいる。

## 人口動態
以下は2000年国勢調査による人口統計データである。
| 基礎データ - 人口: 4,779 人 - 世帯数: 1,936 世帯 - 家族数: 1,169 家族 - 人口密度: 506.9人/km2（1,313.1 人/mi2） - 住居数: 13,493軒 - 住居密度: 590.2 軒/km2（2,148 軒/mi2） 人種別人口構成 - 白人: 90.35% - アフリカン・アメリカン: 0.36% - ネイティブ・アメリカン: 5.46% - アジア人: 0.29% - 太平洋諸島系: 0.08% - その他の人種: 1.88% - 混血: 1.57% - ヒスパニック・ラテン系: 6.44% 年齢別人口構成 - 18歳未満: 27.6% - 18-24歳: 8.7% - 25-44歳: 28.5% - 45-64歳: 21.6% - 65歳以上: 13.6% - 年齢の中央値: 36歳 - 性比（女性100人あたり男性の人口） - 総人口: 95.1 - 18歳以上: 92.7 | 世帯と家族（対世帯数） - 18歳未満の子供がいる: 30.5% - 結婚・同居している夫婦: 44.4% - 未婚・離婚・死別女性が世帯主: 12.3% - 非家族世帯: 39.6% - 単身世帯: 31.3% - 65歳以上の老人1人暮らし: 11.4% - 平均構成人数 - 世帯: 2.43人 - 家族: 3.10人 収入と家計 - 収入の中央値 - 世帯: 32,620米ドル - 家族: 38,214米ドル - 性別 - 男性: 35,291米ドル - 女性: 21,339米ドル - 人口1人あたり収入: 16,228米ドル - 貧困線以下 - 対人口: 15.7% - 対家族数: 12.0% - 18歳未満: 19.1% - 65歳以上: 10.5% |

## 教育
以下はモアブ市内の公立学校である
- ヘレン・M・ナイト小学校、幼稚園から6年生
- グランド郡中学校、7年生から8年生
- グランド郡高校、9年生から12年生

この他ユタ州立大学の分校がある。

## 大衆文化の中で
モアブは多くの映画やテレビ番組の撮影場所として使われてきた

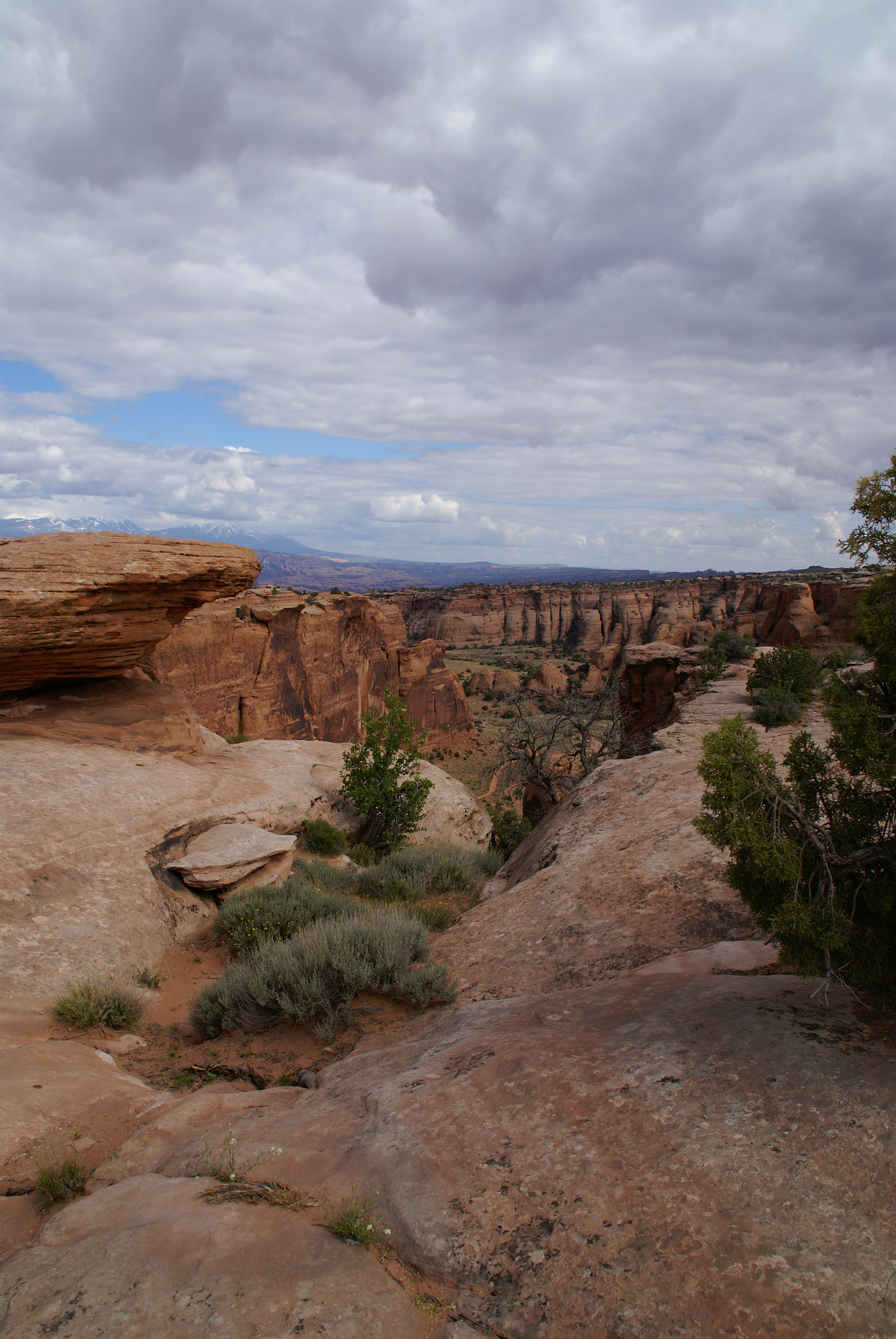
モアブ近くの風景

### 映画
- 駅馬車（1939年）
- 幌馬車（1950年）
- リオ・グランデの砦（1950年）
- ワーロック（1958年）
- 偉大な生涯の物語（1963年）
- ウエスタン（1968年）
- インディ・ジョーンズ/最後の聖戦（1988年）
- テルマ&ルイーズ（1991年）
- ジェロニモ（1993年）
- シティ・スリッカーズ2/黄金伝説を追え（1994年）
- 小さな贈りもの（1996年）
- ブレーキ・ダウン（1997年）
- コン・エアー（1997年）
- チルファクター（1999年）
- ギャラクシー・クエスト（1999年）
- ミッション:インポッシブル2（2000年）
- バーティカル・リミット（2000年）
- ベティ・サイズモア（2000年）
- ハルク（2003年）
- アメリカ、家族のいる風景（2005年）
- スタートレック（2009年）
- 127時間（2010年）
- ジョン・カーター（2012年）
- アフター・アース（2013年）
- ローン・レンジャー（2013年）
- トランスフォーマー/ロストエイジ（2014年）

1995年の映画『Canadian Bacon』では、ハッカー・ヘルストロームのミサイル発射場所の1つとなった。1999年の『スター・ウォーズ エピソード1/ファントム・メナス』のポッドレース・コースは、エンジェルアーチなどモアブ地域の風景をコンピュータ ジェネレイテッド イメージリーで作り上げたものだった。2010年の映画『127時間』はアーロン・ラルストンの実話に基づいている。モアブ近くで撮影された。

### テレビ
以下はテレビ番組の撮影に使われた例である。
- アメージング・レースの1エピソード
- 冒険野郎マクガイバー
- 西部二人組
- MAN vs. WILDの1エピソード; デイブ・ゴーマンの「アメリカン・アンチェインド」で2008年4月のモア4、オースティン映画祭のベスト・ドキュメンタリー部門でオーディエンス賞を受賞

### 音楽
コナー・オバーストのアルバムには『モアブ』と題する曲が入っている。